# Big Audio Dynamite
Big Audio Dynamite je anglická hudební skupina, kterou založil kytarista Mick Jones po odchodu z kapely The Clash. V původní sestavě dále figurovali zpěvák Don Letts, klávesista Dan Donovan, baskytarista Leo Williams a bubeník Greg Roberts. tato původní kapela se rozpadla v roce 1990 a Jones následně po dobu tří let vystupoval s jinými hudebníky pod názvem „Big Audio Dynamite II“ – jejími členy kromě Jonese byli kytarista Nick Hawkins, baskytarista Gary Stonadge a bubeník Chris Kavanagh. Za doprovodu dalších hudebníků tato sestava pokračovala v letech 1994 až 1995 jako „Big Audio“ a následně do roku 1998 pod původním názvem. Roku 2011 byla kapela obnovena v původní sestavě. Svou první desku kapela vydala v roce 1985 a do roku 1997 následovalo osm dalších.

## Diskografie
- This Is Big Audio Dynamite (1985)
- No. 10, Upping St. (1986)
- Tighten Up Vol. 88 (1988)
- Megatop Phoenix (1989)
- Kool-Aid (1990)
- The Globe (1991)
- Higher Power (1994)
- F-Punk (1995)
- Entering a New Ride (1997)